# Umbusi (Fluss)

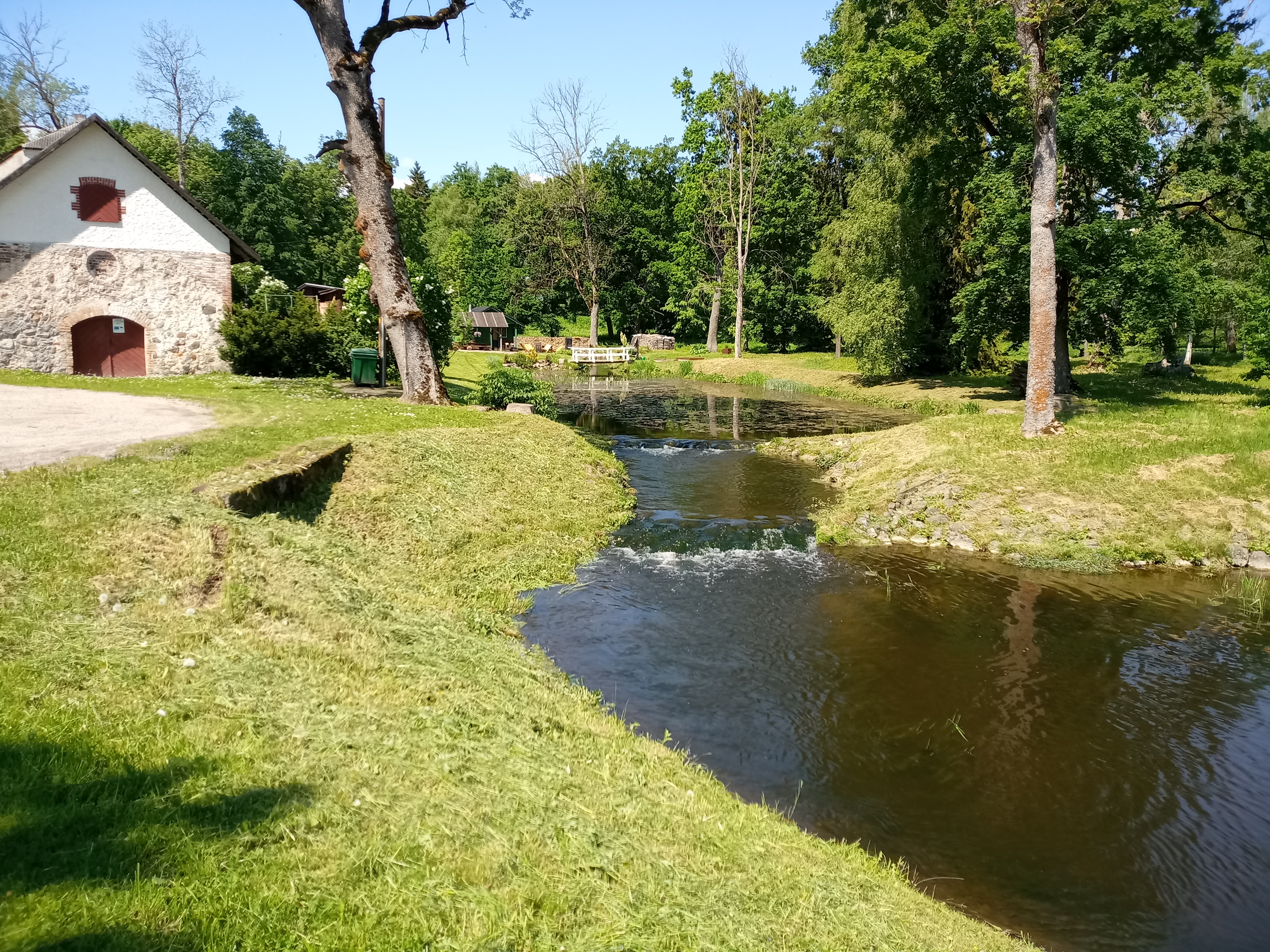
Umbusi (2021)

Der Umbusi (estnisch Umbusi jõgi) ist ein Fluss im estnischen Kreis Jõgeva.
Der Fluss entspringt im Moor von Luige beim Dorf Kalana (Gemeinde Pajusi). Er mündet in den Fluss Pedja, 20,9 km vor dessen Mündung in den Emajõgi.
Der Fluss ist 34 km lang. Sein Einzugsgebiet umfasst 159 km². Das Wasser des Flusses ist besonders am Mittel- und Oberlauf sehr kalt. Er ist ein beliebter Ausflugsort für die Angler von Bachforellen.
Andere Namen des Flusses sind Umbuse jõgi, Mõrtsa jõgi und Mõrtsioja.